# Grupo de Rugby da Universidade do Amazonas
O Grupo de Rugby da Universidade do Amazonas ou simplesmente GRUA é uma agremiação de Manaus-AM criada para a pratica de Rugby e é atualmente a principal equipe da modalidade na Região Norte.

## História
A criação do GRUA se deu a partir da introdução do Rugby Union no Amazonas. O professor Marcelo Gordo levou a modalidade para a Universidade Federal do Amazonas (UFAM) onde a modalidade passou a ser praticada e foi formada a equipe do GRUA, que é o precursor de todas as demais equipes da modalidade fundadas até o momento no estado.
O clube é hoje o maior campeão dos torneios regionais da Região Norte, conquistando sete vezes a Copa Norte de Rugby XV. Os sucessos regionais são obtidos tanto no Rugby Union quanto no Rugby Sevens, neste último também já foi multicampeão regional e chegou a jogar duas vezes Campeonato Brasileiro como representante da região entre os 20 principais times do país na categoria.
Em 2019 a equipe participou também da Copa Brasil Central (Pequi Nations), e já em sua primeira participação sagrou-se campeão.
A agremiação tem equipes masculina e feminina de Rugby Union e Rugby Sevens, além de times de categorias de base.

### Filiações
O GRUA tem um time feminino que recebe denominação própria, o Dessana, nome dado em homenagem à tribo indígena do mesmo nome que habitou terras amazonenses, assim como o time masculino.

## Simbolismo
Cores e Uniforme
As cores utilizadas pela equipe são o preto, o verde e o branco. No seu uniforme, a camisa é verde, dotada de listras Pretas e Brancas combinadas, com intervalos pelo verde da camisa. Os calções são pretos e as meias apresentam o mesmo padrão da camisa.[carece de fontes?]
Escudo
Seu escudo compreende a uma bola de Rugby, sobreposta de duas penas de gavião-real e o ano de sua fundação.

## Títulos
- Copa Norte Campeão - 7 vezes (2012,[6] 2013,[6] 2014,[6] 2015, 2016, 2017 e 2018).
- Copa Brasil Central de Rugby (Pequi Nations) Campeão - 1 vez (2019).
- Copa Amazônia Legal de Rugby Sevens Campeão - 5 vezes (2011, 2012, 2013, 2014 e 2015).

## Ligações Externas
- «Site oficial»